# Oscar Di Prata
Oscar Di Prata (Brescia, 10 agosto 1910 – Brescia, 5 gennaio 2006) è stato un pittore italiano.
È stato uno dei più noti artisti bresciani del Novecento ed è stato allievo di Gaetano Cresseri e Giuseppe Trainini. Particolarmente noto per i suoi affreschi e mosaici. 

Durante la Seconda guerra mondiale fu prima combattente e poi prigioniero di guerra a Yol, alle pendici dell'Himalaya.

## Biografia
Nato a Brescia da genitori di origine friulana, Di Prata frequenta le scuole elementari nella città lombarda. Durante l'adolescenza si interesserà di letteratura, disegno e pittura. A diciotto anni si iscrive all'Accademia di belle arti di Venezia, dove emerge il suo talento per la pittura. 
Verso la metà degli anni trenta la sua personalità di pittore giunge a piena maturazione; un gerarca fascista lo invita a partecipare ad un concorso pittorico a tema libero, svoltosi a Roma, dove il pittore vince un premio ed ottiene recensioni positive dai quotidiani nazionali. 
Negli anni immediatamente precedenti alla seconda guerra mondiale espone a Brescia, Milano e Genova, ottenendo l'apprezzamento della critica. Durante la guerra, Di Prata combatte come Tenente dei Bersaglieri in Africa, portando con sé l'occorrente per dipingere; viene fatto prigioniero e recluso in India. 
Finita la guerra, Di Prata torna a Brescia, dove riprende l'attività in un nuovo studio. In seguito viaggia in Francia e nei Paesi Bassi, dove dipinge vari paesaggi che ritraggono Parigi ed Amsterdam. A partire dagli anni cinquanta Di Prata arriva a sfiorare l'astrattismo, seguendo l'esempio di  Nicolas De Staël, e si fa più evidente la sua profonda religiosità. 
Verso la fine del secolo, la sua pittura torna a farsi gaia, riallacciandosi quasi al passato.

## Mostre e Premi
Tra le altre mostre partecipa alla III° e VI° Quadriennale di Roma, nel 1934 vince il Premio del Garda, nel 1938 vince il premio Magnocavallo, nel 1949 vince il Premio nazionale di pittura San Remo, nel 1951 è tra i vincitori del premio Golfo di La spezia con l'opera Case a Porto Venere, nel 1957 viene premiato con l'Opera attese in Miniera al X° Suzzara.

## Opere pubbliche
- Brescia, IRCCS San Giovanni di Dio Fatebenefratelli Mosaico nella hall dell'istituto
- Città del Vaticano, cappella della Farmacia Vaticana Fatebenefratelli[7].
- Roma, Chiesa Collegio Internazionale Fatebenefratelli.
- Milano, Ospedale Fatebenefratelli, vetrate.
- Roraipiccolo (Pordenone) Mosaici.
- Soncino (Cremona). Mosaici in una cappella cimiteriale.
- Castiglione delle Stiviere (Mantova). Mosaici in una cappella cimiteriale.
- Cordenons (Pordenone). Mosaici in una cappella cimiteriale.
- Sondalo (Sondrio) Vetrate.
- Manerbio (Brescia) Cappella dell'Ospedale: affresco e vetrate
- Collebeato (Brescia) Cappella del Ricovero Comini: affreschi
- Collebeato (Brescia) Santella di via Roma/cimitero: affresco
- Brescia, Antica Birreria Wührer, affreschi
- Brescia, chiesa di San Giacinto, disegni delle vetrate e altre opere
- Brescia, Chiesa Parrocchiale di Santo Stefano Protomartire
- Brescia, Chiesa Parrocchiale dell'Immacolata (Pavoniana), affreschi
- Brescia, Cappella nel cimitero di S. Eufemia. Mosaici.
- Cignano di Offlaga (Brescia) Chiesa Parrocchiale, affreschi
- Mariana Mantovana (Mantova) Abside della chiesa parrocchiale: affreschi.
- Paspardo, pittura integrale della navata della parrocchiale di S. Gaudenzio.
- Lumezzane (Brescia) via crucis in chiesa parrocchiale di San Sebastiano
- Cerveno, Santuario della Via Crucis, facciata: Il sacrificio di Abramo sul Monte Moria, La Madonna appare ad Adamo ed Eva per adempiere la promessa di Redenzione;

## Dipinti
- "La pietà", olio su tela, 1971, Museo Internazionale d'Arte Sacra in Vaticano
- "Il discorso all'areopago", olio su tela, 1977, Museo Internazionale d'Arte Sacra in Vaticano
- "Fanciulle al camposanto", 1934. Olio su tela, Brescia, Civici Musei d'arte e storia.